# Varshons II
Varshons II — десятый студийный альбом американской рок-группы The Lemonheads, которая исполняет кавер-версии. Он был выпущен 8 февраля 2019 года на лейбле Fire Records спустя десятилетие после своего предшественника.

## История
Эван Дандо не был плодовитым в 21 веке. После того, как он грозился стать плодовитым в 2000-х годах — он выпустил сольный альбом Baby I’m Bored в 2003 году, а затем воссоединил Lemonheads для их первого нового альбома за десять лет в 2006 году — он решил освоить роль, которой всегда мечтал быть: эстрадного певца студенческого рока, лениво наигрывающего свои любимые песни в сумеречные часы. На протяжении всей карьеры Lemonheads Дандо всегда направлял группу в сторону чужих песен, но Varshons 2009 года был полноценным альбомом каверов, разделенным между каштанами от классических авторов-исполнителей, деревенскими версиями инди-мелодий и изредка вспыхивающими ироническими моментами.

## Отзывы
| Совокупная оценка | Совокупная оценка |
| Источник          | Оценка            |
| ----------------- | ----------------- |
| Metacritic        | 68/100            |
| Оценки критиков   |                   |
| Источник          | Оценка            |
| AllMusic          | [ 1 ]             |
| Under the Radar   | 3/10              |

Альбом получил в целом положительные отзывы от современных музыкальных критиков.
Стивен Томас Эрлевайн из AllMusic отметил, что «Varshons 2 — выпущенный спустя десятилетие после своего предшественника — сглаживает острые углы, меняя GG Allin на Florida Georgia Line, и звучит в целом тепло и уютно. Единственный момент, когда есть намек на андеграундный шквал, это энергичный кавер на „TAQN“ группы The Eyes (его скорость противоречит замыслу текста) и грубая электрогитара, пронизывающая версию „Abandoned“ Люсинды Уильямс, которая обеспечивает приятный нервный контраст с медовым голосом Дандо. Десять лет спустя он, на удивление, не пострадал; его голос не звучит обветренным, он звучит надломленным, легко обволакивая песни, которые он явно знает наизусть. Дандо остается чутким, тонким интерпретатором, и, как спродюсировал Мэтью Каллен, Lemonheads звучат дружелюбно и очаровательно: лучшая студенческая барная группа, которую вы можете себе представить, на которую вы можете наткнуться субботним днем».

## Список композиций
Источники: Discogs, Rolling Stone и AllMusic.
| №   | Название                           | Автор(ы)                                     | Оригинальный исполнитель    | Длительность |
| --- | ---------------------------------- | -------------------------------------------- | --------------------------- | ------------ |
| 1.  | «Can't Forget»                     | Ira Kaplan                                   | Yo La Tengo                 | 2:12         |
| 2.  | «Settled Down Like Rain»           | Gary Louris, Mark Olson                      | The Jayhawks                | 2:52         |
| 3.  | «Old Man Blank»                    | Nick Saloman                                 | The Bevis Frond             | 3:36         |
| 4.  | «Things»                           | Paul Westerberg                              | Paul Westerberg             | 2:45         |
| 5.  | «Speed of the Sound of Loneliness» | John Prine                                   | John Prine                  | 2:46         |
| 6.  | «Abandoned»                        | Lucinda Williams                             | Lucinda Williams            | 3:40         |
| 7.  | «Now and Then»                     |                                              | Natural Child               | 2:37         |
| 8.  | «Magnet»                           | Joey Spampinato, Terry Adams                 | NRBQ                        | 3:24         |
| 9.  | «Round Here»                       | Rodney Clawson, Chris Tompkins, Thomas Rhett | Florida Georgia Line        | 2:18         |
| 10. | «TAQN»                             | Joe Ramirez                                  | The Eyes                    | 2:03         |
| 11. | «Unfamiliar»                       |                                              | The GiveGoods               | 3:32         |
| 12. | «Straight to You»                  | Nick Cave                                    | Nick Cave and the Bad Seeds | 4:27         |
| 13. | «Take It Easy»                     | Jackson Browne, Glenn Frey                   | Eagles                      | 3:17         |

## Чарты
| Чарт                                         | Высшая позиция |
| -------------------------------------------- | -------------- |
| Шотландия (Scottish Albums Chart)            | 75             |
| Великобритания (UK Independent Albums Chart) | 14             |
| США (Billboard Independent Albums)           | 43             |